# Etmocefalie
Etmocefalia (Gr. ethmos - ciur, sită; cephalus - cap) este o malformație congenitală a feței care face parte din spectrul malformativ al holoprozencefaliei, și este caracterizată prin două orbite separate, doi ochi separați, hipotelorism foarte marcat, arinie, proboscis supraocular median (rar, dublu). Este absent cheiloschizisul sau palatoschizisul.
Etmocefalia se asociază de obicei cu o microoftalmie marcată și o trigonocefalie.
În etmocefalie osul etmoid și partea anterioară a osului sfenoid sunt accentuat displazice. Oasele nazale, maxilarul, septul nazal și cornetele nazale lipsesc iar oasele lacrimale și palatine sunt unite.
Această malformație facială este tranzițională între ciclopie și cebocefalie și este extrem de rară. Se presupune că etmocefalia reprezentă o variantă ușoară a ciclopiei: ochii nu sunt complet fuzionați, există două orbite distincte cu hipotelorism marcat.
Etmocefalia este caracteristică holoprozencefaliei alobare și se găsește în sindromul Patau.

## Diagnostic prenatal
Diagnostic prenatal se face cu ajutorul ultrasonografiei prenatale. 

## Prognostic
Toți nou-născuții cu ciclopie sau etmocefalie decedează în prima săptămână de viață.